# Motor V3
Motor V3 da motocicleta 
Honda MVX250F.
O motor V3 é um tipo de motor em V com três cilindros.
Exemplos de motos V3:
- Honda NS500 - Moto usada em competições

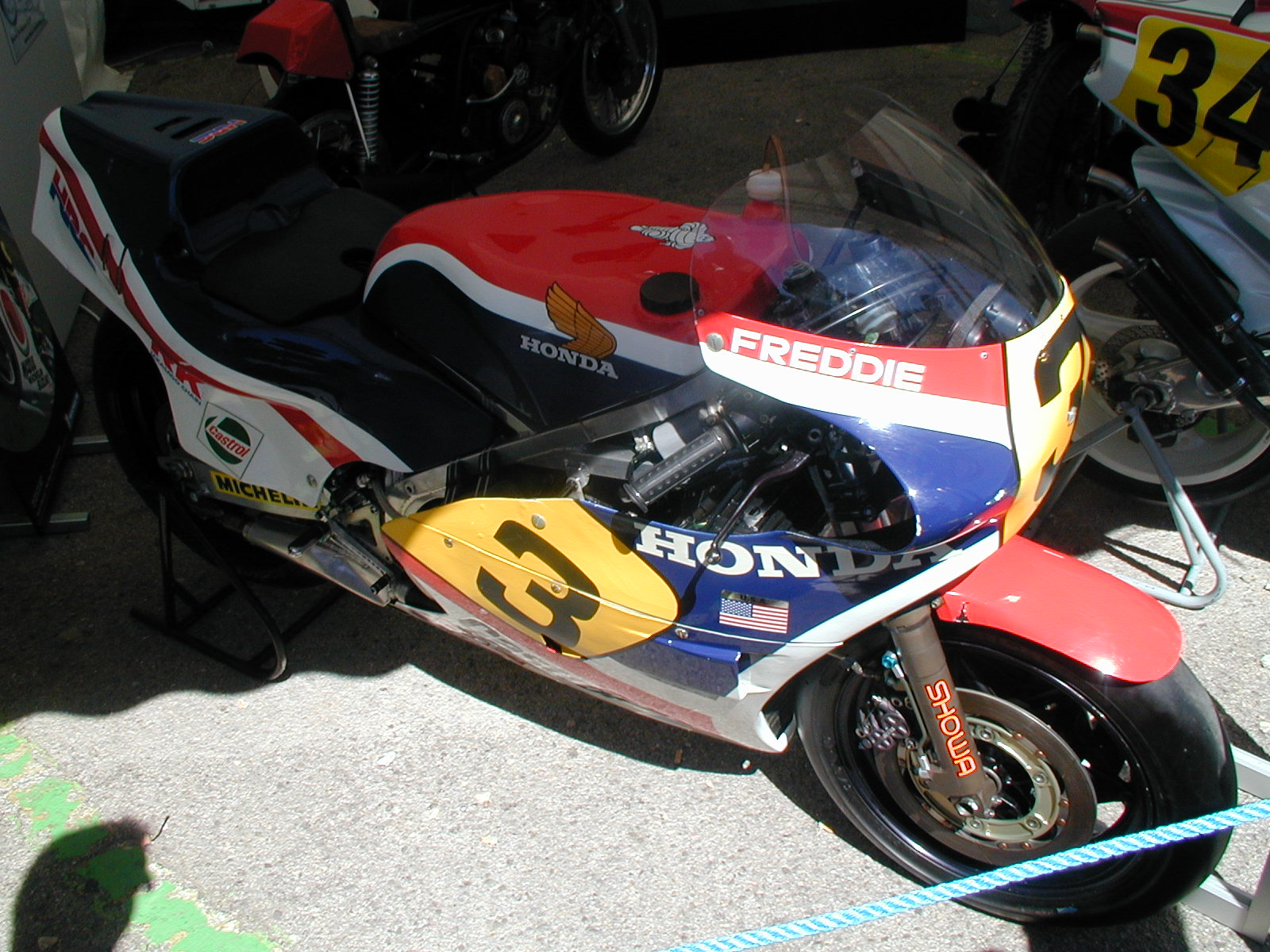
Honda NS500, uma moto V3.

- Honda MVX250F
- Honda NS400R